# Lia Williams
Lia Williams (Birkenhead, Cheshire, 26 de noviembre de 1964) es una actriz y directora de cine británica.

## Carrera
En 1993, Williams debutó en el cine en Dirty Weekend de Michael Winner. Winner la eligió después de verla en una obra de Alan Ayckbourn. Las siguientes apariciones en cine han incluido papeles secundarios en Firelight (1997), Shot Through the Heart (1998), The King Is Alive (2000), Girl from Rio (2001) y The Christmas Miracle de Jonathan Toomey (2007).
En 2001, Williams apareció junto a Sheila Hancock en la serie de televisión The Russian Bride. Otras apariciones recientes en televisión incluyen papeles secundarios en las adaptaciones de Agatha Christie Sparkling Cyanide (2003) y By the Pricking of My Thumbs (2006), y papeles invitados en series como Casualty (1989), Silent Witness (2002), Heartbeat (2002), The Last Detective (2005), A Touch of Frost (2005) y Midsomer Murders (2015).
En septiembre de 2009, Williams se unió al elenco de la serie de comedia de ITV Doc Martin. En 2016 apareció en la segunda temporada de The Missing como Nadia Herz. Ese mismo año interpretó el papel de Wallis Simpson en la serie de Netflix The Crown.

## Filmografía

### Cine
| Año  | Título                                   | Rol              |
| ---- | ---------------------------------------- | ---------------- |
| 1993 | Dirty Weekend                            | Bella            |
| 1996 | Different for Girls                      | Defensora        |
| 1997 | The Fifth Province                       | Diana de Brie    |
| 1997 | Firelight                                | Constance        |
| 1998 | Shot Through the Heart                   | Maida            |
| 2000 | The King is Alive                        | Amanda           |
| 2001 | Chica de Rio                             | Cathy            |
| 2007 | Blanche-Neige, la suite                  | Bella durmiente  |
| 2007 | The Christmas Miracle of Jonathan Toomey | Joan Tyler       |
| 2017 | The Foreigner                            | Katherine Davies |
| 2022 | La gran exclusiva                        | Fran Unsworth    |

### Televisión
| Año  | Título                               | Rol                        |
| ---- | ------------------------------------ | -------------------------- |
| 1984 | Annika                               | Karen                      |
| 1992 | Nightingales                         | Mary                       |
| 1993 | Mr Wroe's Virgins                    | Joanna                     |
| 1994 | Seaforth                             | Paula Longman              |
| 1997 | The Uninvited                        | Melissa Gates              |
| 2001 | The Russian Bride                    | Natasha Cherniavskaya      |
| 2003 | Sparkling Cyanide                    | Ruth Lessing               |
| 2004 | May 33rd                             | Ella Wilson                |
| 2006 | Marple: By the Pricking of My Thumbs | Nellie Bligh               |
| 2009 | Doc Martin                           | Edith Montgomery           |
| 2012 | Secret State                         | Laura Duchenne             |
| 2013 | Lewis                                | Emma Barnes                |
| 2015 | Midsomer Murders                     | Maggie Markham             |
| 2016 | The Crown                            | Wallis, duquesa de Windsor |
| 2016 | The Missing                          | Nadia Herz                 |
| 2019 | The Capture                          | DSU Gemma Garland          |
| 2019 | His Dark Materials                   | Dr Cooper                  |
| 2020 | Riviera                              | Dr Emilie Mathieu          |
| 2021 | Death in Paradise                    | Grace Verdinikov           |
| 2024 | The Day of the Jackal                | Isabel Kirby               |